# D-81
Die D-81T ist eine sowjetische Kampfwagenkanone im Kaliber 125 mm. Sie ist die Hauptwaffe der Kampfpanzer T-64, T-72, T-80, T-84 und T-90. Der GRAU-Index lautet 2A46.

## Entwicklung
Die D-81T wurde zu Beginn der 1960er Jahre im Konstruktionsbüro Nr. 9 als Bewaffnung künftiger Kampfpanzer entwickelt. Die ursprüngliche Bezeichnung lautete 2A26, die Waffe wird in Jekaterinburg in Serie hergestellt. Hoher Rohrverschleiß während der Truppenerprobung führte 1969 zur Weiterentwicklung 2A26M, die u. a. in den T-72 eingebaut wurde (2A26M-2). 1970 wurde die Konstruktion grundlegend modernisiert und bekam den GRAU-Index 2A46. Für den Einsatz in den verschiedenen Kampfpanzern wurde die Kanone so modifiziert, dass sie mit den jeweiligen Ladeautomaten zusammenspielt; diese Varianten werden durch das Suffix -1 oder -2 unterschieden. 1984 wurde die Kanone zur 2A46M weiterentwickelt. Diese hat eine höhere Lebensdauer und eine geringere Streuung als die 2A46. Statt der bisher asymmetrisch links verbauten Rückholvorrichtung erhielt die 2A46M eine zweiteilige, symmetrische Rückholvorrichtung, wodurch es gelang, den Anfangsfehler beim Schießen zu verringern. Das Rohr wird nunmehr im Autofrettage-Verfahren hergestellt und kann ohne Demontage des Turmes gewechselt werden.

## Beschreibung

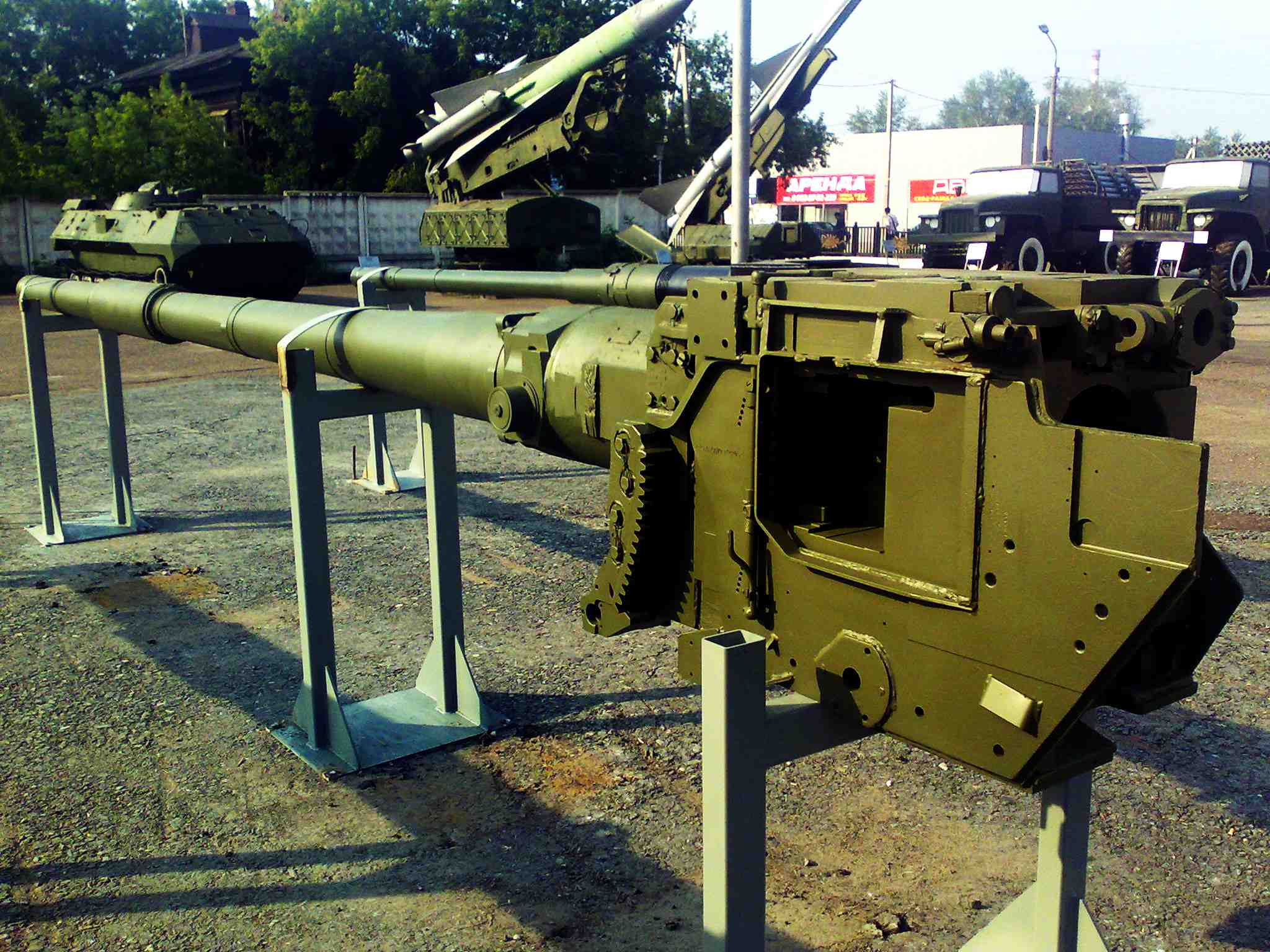
Ausgebaute 2A46M1 im Werksmuseum Motowilicha

Die D-81 ist eine halbautomatische Kanone im Kaliber 125 mm. Sie ist vollstabilisiert und besteht aus den Baugruppen Rohr mit Ejektor, Bodenstück mit Verschluss sowie Rohrwiege, Rücklaufeinrichtung und Abfeuereinrichtung. Das glatte Rohr hat eine Länge von 48 Kalibern und ist mit dem Bodenstück verschraubt. Die Kanone ist in einer Jackenwiege gelagert und mit einem Flachkeilverschluss ausgestattet.
Verschlussbaugruppe und Jackenwiege entsprechen den Baugruppen der D-10T2S. Die unter der Rohrwiege eingebaute Rohrrücklaufvorrichtung ist mit der der D-10T identisch, ergänzend wurde ein Ausgleichsbehälter verbaut, der die Erhitzung der Hydraulikflüssigkeit kompensiert. Im Gegensatz zu den Vorläufermodellen wie der D-10T verfügt das Waffensystem D-81 über einen Ladeautomaten. Die Bezeichnung „halbautomatische Kanone“ bezieht sich hier lediglich darauf, dass kein Dauerfeuermodus zur Verfügung steht, während sonst bei Artillerie dieser Terminus üblicherweise für Geschütze verwendet wird, die nach dem Abfeuern die Kartusche/Hülse selbsttätig auswerfen und die Abfeuereinrichtung spannen, während der nächste Schuss manuell geladen werden muss.
Fällt der Ladeautomat im Gefecht aus, so kann von Hand geladen werden. Dadurch verringert sich die Feuergeschwindigkeit. Die manuell erreichbare Feuergeschwindigkeit ist je nach Trägerfahrzeug und dem damit verwendeten Ladeautomaten unterschiedlich hoch. Beim T-72 kann die Hülsenfangvorrichtung nicht weggeschwenkt werden, wodurch selbst trainierte Besatzungen kaum mehr als einen Schuss pro Minute abgeben können.
Die Abfeuereinrichtung der D-81 ist redundant ausgelegt, parallel zur elektrischen Zündung und unabhängig von dieser schlägt ein mechanischer Schlagbolzen auf das Zündhütchen der Kartusche.
Die Kanone verfügte von Beginn an über einen Rauchabsauger, der seit der D-10T Standard im sowjetischen Panzerbau war. Um die ballistischen Leistungen auch bei Temperaturunterschieden innerhalb enger Parameter zu halten, kam eine Rohrschutzhülle zum Einsatz.
Das Kanonenrohr der Versionen vor der 2A46M war auf der Innenseite nicht hartverchromt und weist bei der Verwendung der APFSDS-Munition nur eine Lebensdauer von 80 bis 100 Schuss auf, bevor die Präzision erheblich nachlässt. Mit der Ausführung 2A46M-5 können rund 500 APFSDS-Geschosse verschossen werden, bevor die Präzision erheblich nachlässt.
Die Kanone wird in den unterschiedlichen Kampfpanzern mit verschiedenen Feuerleitsystemen eingesetzt. Dabei gilt, dass die Feuerleitanlagen der T-64 und T-80 denen der T-72 überlegen sind. Im T-72 wurde der elektrohydraulische Stabilisator 2E28M Syren (russisch Сирень, dt. „Flieder“) verwendet. Die Richtantriebe sind ebenfalls elektrohydraulischer Bauart.

## Technische Daten
| Kaliber                       | 125 mm                           |
| Länge Rohr mit Bodenstück     | 6350 mm                          |
| Länge Rohr ohne Bodenstück    | 6000 mm (L/48)                   |
| Schussentfernung              | 5000/9400 m (direkt/indirekt)    |
| Rohrinnendruck (APFSDS, max.) | 5100 kp/cm²                      |
| Gewicht mit Verschluss        | 1820 kg                          |
| Rohrrücklauf                  | normal 270–325 mm, (max. 340 mm) |
| Feuergeschwindigkeit          | 4–8/min                          |

## Varianten
| Bezeichnung | GRAU-Index | Jahr    | Verwendung                                                                               | Bemerkung                                                                 |
| ----------- | ---------- | ------- | ---------------------------------------------------------------------------------------- | ------------------------------------------------------------------------- |
| D-81        | 2A26       | 1969    | T-64A (Objekt 434, Vorserie)                                                             |                                                                           |
| D-81T       | 2A46-1     | 1969    | T-64A (Objekt 434, Serie), T-80, T-80U                                                   | D-81 mit Kaliberlänge 51 (L/51)                                           |
| D-81K       |            | 1975    | T-64A (Objekt 447, Vorserie T-64B)                                                       | mit Lenkwaffenkomplex „Kobra“                                             |
| D-81K       | 2A46-2     | 1976    | T-64B (Objekt 447A, Serie), T-80                                                         |                                                                           |
| D-81K       | 2A46M      | 1985    | T-64BW, T-72B, T-90S                                                                     | mit Lenkwaffenkomplex „Swir“                                              |
| D-81T       |            | 1970/71 | Objekt 172, Objekt 172M (T-72-Prototypen), T-72 (Export)                                 |                                                                           |
| D-81TM      | 2A46       | 1973    | T-72 (Objekt 172M), T-72M (Objekt 172M1), T-72K, T-72A, T-72M (Export), T-72M1 (Export), | Version der D-81T mit Kaliberlänge 48 (L/48)                              |
|             | 2А46М-4    | 2005    | T-80                                                                                     | engere Toleranzen, dynamisch ausgewuchtet, erhöhte Verwindungssteifigkeit |
|             | 2А46М-5    | 2005    | T-90MS, T-90AM, T-90S                                                                    | wie 2A46M-4                                                               |

## Munition

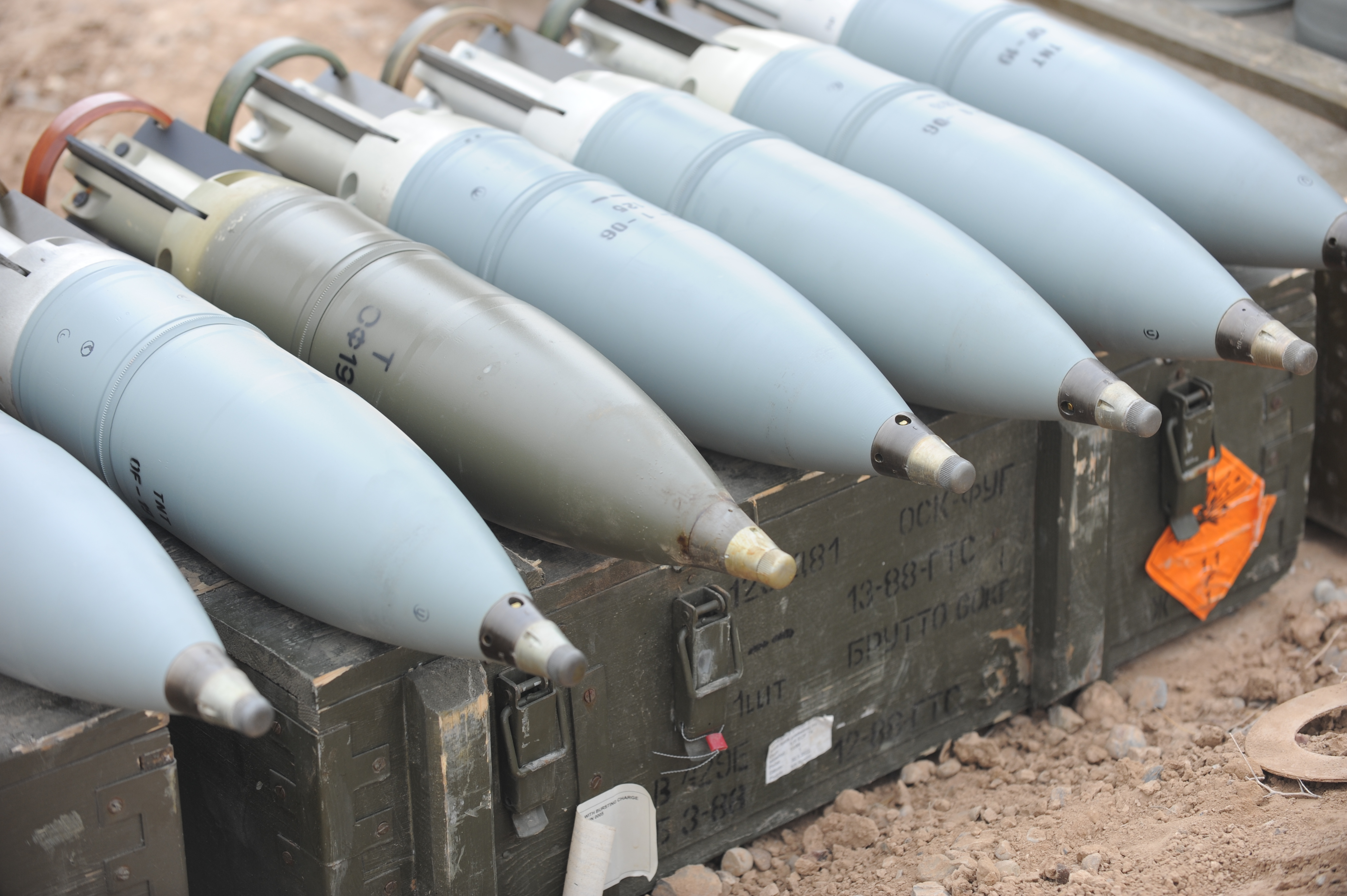
3OF-19

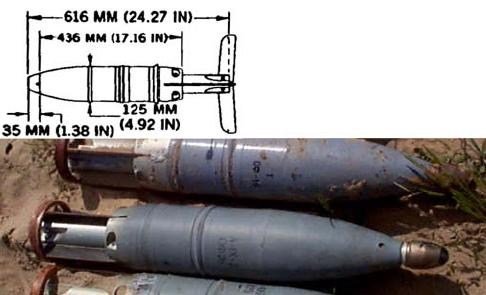
3OF-26

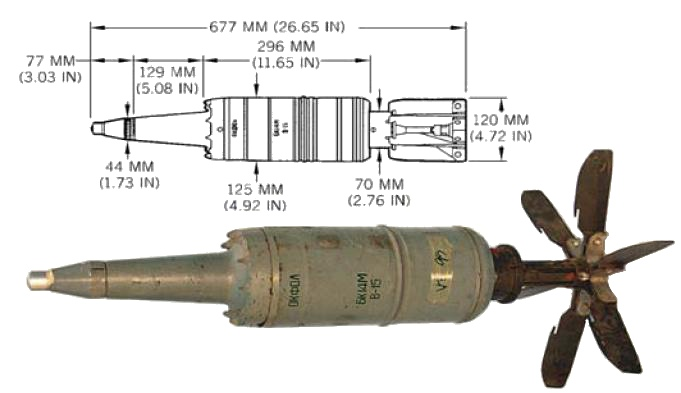
3BK14

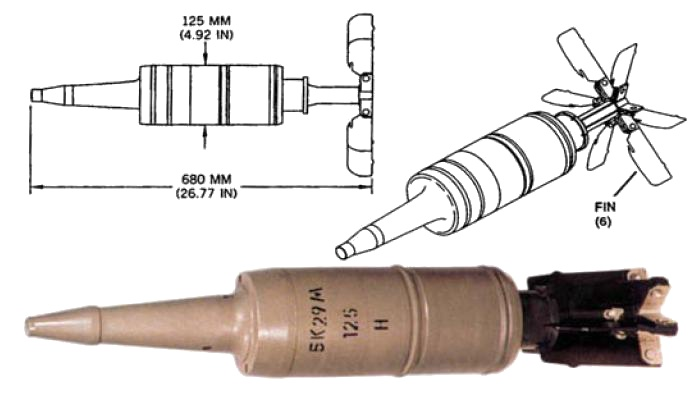
3BK29

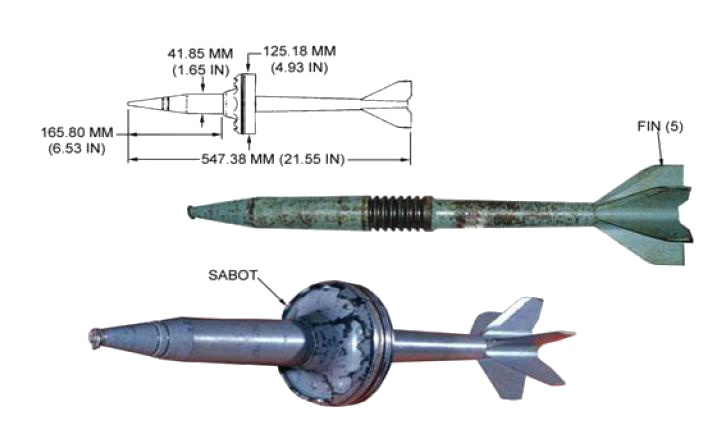
3BM15

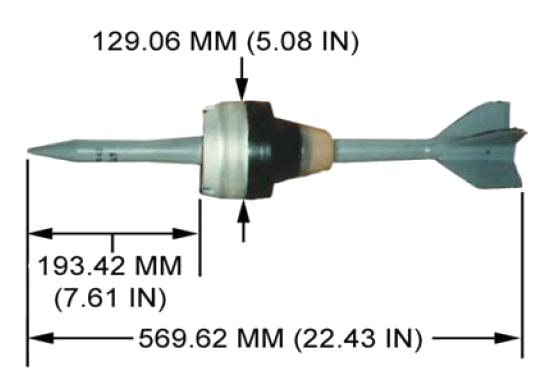
3BM42

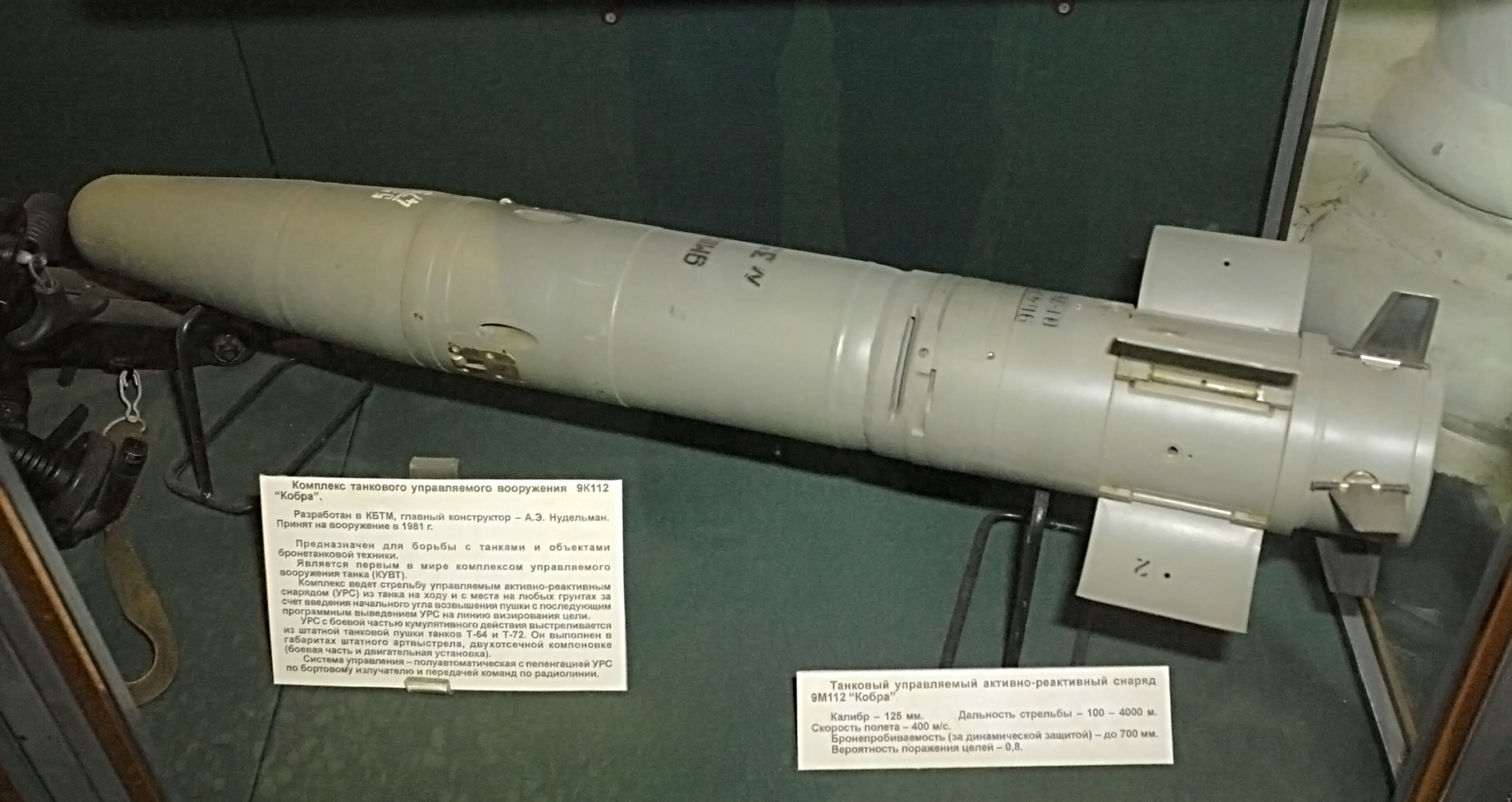
9M112

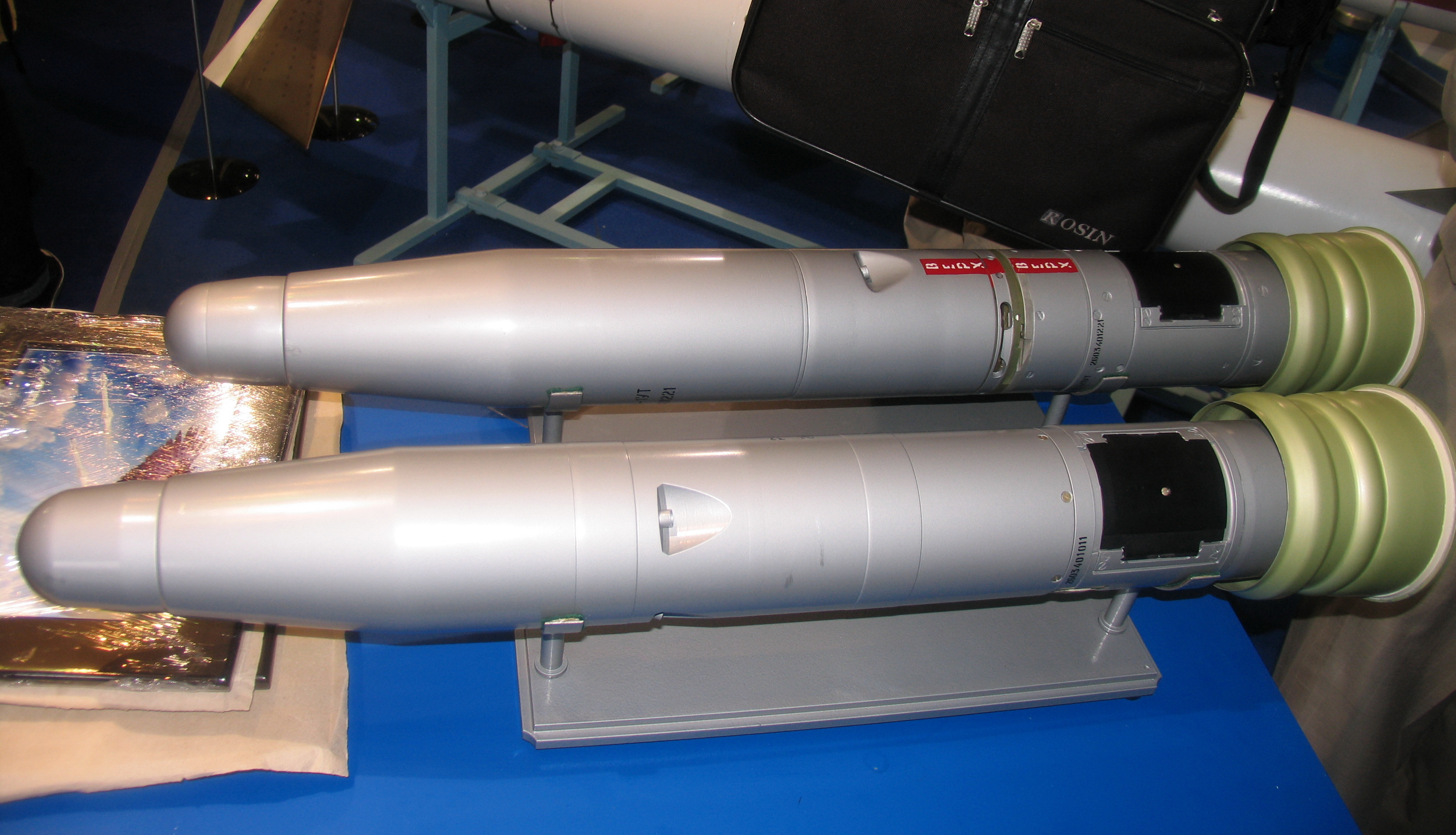
Kombat

Die Munition der D-81 ist zweiteilig. Sie besteht aus dem Geschoss und der Teilabbrandkartusche, die separat im Ladekarussell gelagert werden. Beim Ladevorgang führt der Ladeautomat zunächst das Geschoss und dann die Kartusche der Ladeschale zu, worauf beide zusammen ins Rohr geschoben werden. Nach dem Schuss verbleibt lediglich der Kartuschboden, der von der Hülsenfangvorrichtung gefangen und durch eine kleine Luke an der Turmrückwand ins Freie ausgeworfen wird. Bei den Rohrraketen wird eine besondere Kartusche verwendet, die lediglich eine Ausstoßladung enthält.
Aufgrund der langen Dienstzeit der D-81T existiert eine schier unüberschaubare Munitionsvielfalt. Insbesondere die panzerbrechenden Munitionsarten wie Wucht- und Hohlladungsgeschosse wurden immer wieder überarbeitet und modernisiert bzw. durch neuere Konstruktionen ergänzt oder ersetzt. Grundsätzlich stehen für die Kanone D-81 die Munitionsarten Wuchtgeschoss, Hohlladung, Splitterspreng und Rohrrakete zur Verfügung.
| Bezeichnung                                                      | Kaliber (Penetrator bei APFSDS) | Jahr     | Anfangs- geschwindigkeit (in m/s) | Durchschlagsleistung 90° / Entfernung (in mm RHA) | Bemerkung                                   |
| ---------------------------------------------------------------- | ------------------------------- | -------- | --------------------------------- | ------------------------------------------------- | ------------------------------------------- |
| 3OF-19 (Splittersprenggranate, flügelstabilisiert; HE-FRAG-FS)   | 125                             |          | 850                               | n. a.                                             | TNT                                         |
| 3OF-26 (Splittersprenggranate, flügelstabilisiert; HE-FRAG-FS)   | 125                             |          | 850                               | n. a.                                             | Hexogen-Füllung mit Aluminiumpulver         |
| 3BK-12 (Hohlladung, flügelstabilisiert; HEAT-FS)                 | 125                             | 1962     | 905                               | 420 / unabhängig                                  | Hohlladung, Stahleinlage                    |
| 3BK-14 (Hohlladung, flügelstabilisiert; HEAT-FS)                 | 125                             |          | 905                               | 450 / unabhängig                                  | Hohlladung, Stahleinlage                    |
| 3BK-14M (Hohlladung, flügelstabilisiert; HEAT-FS)                | 125                             |          | 905                               | 480 / unabhängig                                  | Hohlladung, Kupfereinlage                   |
| 3BK-18 (Hohlladung, flügelstabilisiert; HEAT-FS)                 | 125                             |          | 905                               | 500 / unabhängig                                  | Hohlladung, Aluminiumeinlage                |
| 3BK-18M (Hohlladung, flügelstabilisiert; HEAT-FS)                | 125                             |          | 905                               | 550 / unabhängig                                  | Hohlladung, Aluminiumeinlage                |
| 3BK-21 (Hohlladung, flügelstabilisiert; HEAT-FS)                 | 125                             | 1980     | n. a.                             | 550 / unabhängig                                  | Hohlladung, Kupfereinlage                   |
| 3BK-21B (Hohlladung, flügelstabilisiert; HEAT-FS)                | 125                             | 1982     | n. a.                             | 650 / unabhängig                                  | Hohlladung, Uraneinlage                     |
| 3BK-29 (Hohlladung, flügelstabilisiert; HEAT-FS)                 | 125                             |          | 915                               | 820 / unabhängig                                  | Tandemhohlladung, Messingeinlage            |
| 3BK-29M (Hohlladung, flügelstabilisiert; HEAT-FS)                | 125                             |          | 915                               | n. a.                                             | Tandemhohlladung, Kupfereinlage             |
| 3BK-31 (Hohlladung, flügelstabilisiert; HEAT-FS)                 | 125                             | Prototyp | n. a.                             | 800 / unabhängig                                  | dreifach-Hohlladung, Kupfereinlage          |
| 3BM9 (Wuchtgeschoss, flügelstabilisiert; APFSDS)                 | 44                              | 1962     | 1800                              | 400 / 2200 m                                      | Vollgeschoss aus Stahl                      |
| 3BM12 (Wuchtgeschoss, flügelstabilisiert; APFSDS)                | 44                              | 1968     | 1800                              | 400 / 2200 m                                      | Stahlkörper mit 80-mm-Wolframkarbidspitze   |
| 3BM15 (Wuchtgeschoss, flügelstabilisiert; APFSDS)                | 36                              | 1972     | 1780                              | 310 / 2200 m                                      | Stahlkörper mit 71-mm-Wolframkarbidspitze   |
| 3BM17 (Wuchtgeschoss, flügelstabilisiert; APFSDS)                | 36                              | 1972     | 1780                              | 290 / 2200 m                                      | Stahlkörper mit Wolframkarbidspitze         |
| 3BM-22 (Wuchtgeschoss, flügelstabilisiert; APFSDS)               | 44                              | 1976     | 1760                              | 430 / 2200 m                                      | Stahlkörper mit 71-mm-Wolframkarbidspitze   |
| 3BM26 (Wuchtgeschoss, flügelstabilisiert; APFSDS)                | 36                              | 1983     | 1720                              | 410 / 2200 m                                      | Stahlkörper mit 71-mm-Wolframkarbidspitze   |
| 3BM-29 (Wuchtgeschoss, flügelstabilisiert; APFSDS)               | 36                              | 1983     | 1700                              | n. a.                                             | Penetrator aus abgereichertem Uran          |
| 3BM-32 (Wuchtgeschoss, flügelstabilisiert; APFSDS)               | 36                              | 1984     | 1700                              | 500 / 2000 m                                      | Penetrator aus abgereichertem Uran          |
| 3BM-42 (Wuchtgeschoss, flügelstabilisiert; APFSDS)               | 31                              | 1988     | 1700                              | 450                                               | Wolframpenetrator                           |
| 3BM-46 (Wuchtgeschoss, flügelstabilisiert; APFSDS)               | ≈25                             | 1990     | 1650                              | n. a.                                             | Monoblockpenetrator aus abgereichertem Uran |
| 3BM-48 (Wuchtgeschoss, flügelstabilisiert; APFSDS)               | 25                              | 1991     | 1700                              | 650 / 2000 m                                      | Monoblockpenetrator aus abgereichertem Uran |
| TAPNA (slowakisches Wuchtgeschoss, flügelstabilisiert; APFSDS-T) | n. a.                           | ≈1996    | 1690                              | 540 / 2000 m                                      | [ 13 ]                                      |
| 9M112 (Hohlladungs-Rohrrakete)                                   | 125                             | 1981     | 370 (mittl.)                      | 600 / 4000 m                                      |                                             |
| 9M112-1 Kobra-U (Tandemhohlladungs-Rohrrakete)                   | 125                             | 1993     | 370 (mittl.)                      | 750 / 5500 m                                      |                                             |
| 9M119M1 (Tandemhohlladungs-Rohrrakete)                           | 125                             | 2005     | 370 (mittl.)                      | 850 / 6000 m                                      |                                             |
| Kombat (ukrainische Tandemhohlladungs-Rohrrakete)                | 125                             | 2006     | n. a.                             | 750 / 5000 m                                      |                                             |